# Spanske Rideskole
Den spanske rideskole i Wien er en del af Hofburg komplekset. Den kaldes i Østrig 
Lipizzanerskolen, fordi øvelserne over jorden vises på heste fra Lipizza. Racen bygger på spansk (og dansk) blod.
Under maurernes besættelse af Spanien blandede arabiske heste blod med de lokale heste. I renæssancen steg interessen for den klassiske ridning, og den spanske hest var den bedst egnede race til formålet. Maximilian 2. bragte den spanske hest til Østrig omkring 1562, hvor han grundlagde stutteriet Kladrub. Hingste af Kladruberracen gav grundlaget til det senere oprettede stutteri i Lipizza i Slovenien i 1580. Hestene herfra er lettere end kladruberen og mere elegante. De kaldes Lipizzanere, og det er udelukkende hingste af denne race, der anvendes på den spanske rideskole i Wien. 
Lipizzanerhestene fødes sorte, men bliver hvide som toårige. Under flere krige har racen været truet af udryddelse. Senest under krigen i Bosnien, hvor hestene blev slagtet for at skaffe kød.
Den spanske rideskole i Wien blev oprettet i 1735 med det formål at uddanne unge mænd fra adelen i den højere ridekunst. 
På rideskolen udføres i dag opvisninger til ære for turister. Her vises noget af den fineste ridekunst i verden med vanskelige øvelser som Levade og Croupade, der er eksempler på "Skolen over Jorden". Mange af disse øvelser havde et formål i krig: Hestens løft skulle beskytte rytteren ved at skærme ham bag hestens krop, og hestens kraftige spark var et effektivt våben rettet mod fjender bagfra.